# Porte di Rendena
Porte di Rendena är en kommun i provinsen Trento i regionen Trentino-Sydtyrolen i Italien. Kommunen hade 1 807 invånare (2018).
Kommunen Porte di Rendena bildades den 1 januari 2016 genom en sammanslagning av de tidigare kommunerna Darè, Vigo Rendena och Villa Rendena.